# Moogega Cooper

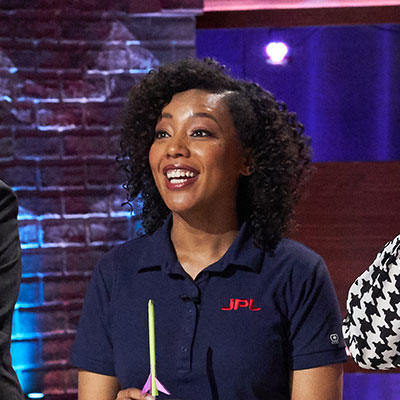
Moogega Cooper

Moogega Cooper (* 1. Dezember 1985) ist eine US-amerikanische Astronomin und als Leiterin des Planetenschutzes an der Mars-2020- und InSight-Mission beteiligt. Cooper nimmt auch an Programmen und Vortragsveranstaltungen teil, um junge Frauen und Menschen aus unterrepräsentierten Bevölkerungsgruppen zu ermutigen, eine Karriere in Wissenschaft und Technologie anzustreben.

## Karriere
Cooper wurde 1985 in New Jersey geboren. Sie erhielt einen B.A. in Physik an der Hampton University im Jahr 2006, gefolgt von einem Master-Abschluss und einem Ph.D. in Maschinenbau mit Schwerpunkt Thermoflüssigkeitswissenschaften vom Drexel University College of Engineering.
Coopers Dissertation konzentrierte sich auf die Nichtgleichgewichts-Plasmasterilisation von Raumfahrzeugmaterialien und ermöglichte ihr 2011 eine Stelle bei der Planetary Protection Group des Jet Propulsion Laboratory (JPL). Cooper ist Leiterin des Bereichs Planetenschutz für die Mars-2020-Mission und Gruppenleiterin des Biotechnologie- und Planetenschutzteams für die InSight-Mission. Unter Planetenschutz versteht man die Praxis, Körper des Sonnensystems vor Kontamination durch Leben von der Erde zu schützen und die Erde vor möglichen Lebensformen zu schützen, die von anderen Körpern des Sonnensystems zurückkehren könnten.
In einem Vortrag vom Oktober 2022 führte Cooper ihre Leidenschaft für die Erforschung des Weltraums auf Carl Sagans „Cosmos“-Serie aus den 1980er Jahren zurück, die aus einem Buch und einer Fernsehsendung bestand. Cooper ist eine Befürworterin einer stärkeren Vertretung von Frauen und Minderheitengemeinschaften in MINT-Bereichen.

## Arbeiten
- Mars Sample Return: arbeitete in Zusammenarbeit mit der Drexel University an der Entwicklung einer Plasmasterilisationstechnologie, die zurückkehrende Behälter sterilisieren würde.[9]
- Mars-2020-Mission: Sicherstellung der Planetenschutzanforderungen für die Mission.[9]
- Mars Helicopter Tech Demo: Verantwortlich für mikrobielle Reduktionstechniken und Probenahme des Hubschraubers während der gesamten Montage- und Integrationsphase, um sicherzustellen, dass der Hubschrauber keine Schadstoffe von der Erde verbreitet.[9]
- InSight: Sicherstellung, dass die Anforderungen des Planetenschutzes für das Gerät erfüllt wurden.[9]
- Mars Science Laboratory: Verantwortlich für die Erprobung der Raumsonde, um die Anforderungen des Planetenschutzes zu erfüllen, und für die Prüfung von Übungen auf Prüfständen, die verschiedene Bedingungen nachahmen.[9]

## TV- und Medienauftritte
In Deutschland ist sie durch die Reihe „Das Universum – Eine Reise durch Raum und Zeit“ bekannt.